# Championnats du monde d'aquathlon 2006
Les Championnats du monde d'aquathlon 2006 présentent les résultats des championnats mondiaux d'aquathlon  en 2006 organisés par la fédération internationale de triathlon.
Les 9e championnats se sont déroulés à Lausanne en Suisse le 30 août 2006.

## Distances parcourues
| Distances course (kilomètres) | Distances course (kilomètres) | Distances course (kilomètres) |
| Course à pied                 | Natation                      | Course à pied                 |
| ----------------------------- | ----------------------------- | ----------------------------- |
|                               |                               |                               |

## Résultats

### Élite
| Rang               | Athlète          | Pays             | Temps       |
| ------------------ | ---------------- | ---------------- | ----------- |
| Médaille d'or      | Richard Stannard | Royaume-Uni      | 27 min 59 s |
| Médaille d'argent  | Chi Lee          | Hong Kong        | 28 min 03 s |
| Médaille de bronze | Ellice Clark     | Nouvelle-Zélande | 28 min 06 s |

| Rang               | Athlète          | Pays        | Temps       |
| ------------------ | ---------------- | ----------- | ----------- |
| Médaille d'or      | Sara McLarty     | États-Unis  | 30 min 49 s |
| Médaille d'argent  | Eslpeth McGregor | Canada      | 31 min 22 s |
| Médaille de bronze | Maria Barrett    | Royaume-Uni | 32 min 10 s |

### Junior
| Rang               | Athlète           | Pays       | Temps       |
| ------------------ | ----------------- | ---------- | ----------- |
| Médaille d'or      | Gregory Billigton | États-Unis | 28 min 12 s |
| Médaille d'argent  | Eder Mejia        | Mexique    | 29 min 26 s |
| Médaille de bronze | Zachary Paris     | États-Unis | 30 min 14 s |

| Rang               | Athlète        | Pays           | Temps       |
| ------------------ | -------------- | -------------- | ----------- |
| Médaille d'or      | Jodie Stimpson | Royaume-Uni    | 34 min 23 s |
| Médaille d'argent  | Tayla Glover   | Afrique du Sud | 35 min 06 s |
| Médaille de bronze | Jordan Lyons   | États-Unis     | 38 min 46 s |

## Tableau des médailles
| Rang  | Nation           | Or | Argent | Bronze | Total |
| ----- | ---------------- | -- | ------ | ------ | ----- |
| 1     | États-Unis       | 2  | 0      | 2      | 4     |
| 2     | Royaume-Uni      | 2  | 0      | 1      | 3     |
| 3     | Afrique du Sud   | 0  | 1      | 0      | 1     |
| -     | Canada           | 0  | 1      | 0      | 1     |
| -     | Hong Kong        | 0  | 1      | 0      | 1     |
| -     | Mexique          | 0  | 1      | 0      | 1     |
| 7     | Nouvelle-Zélande | 0  | 0      | 1      | 1     |
| Total | Total            | 4  | 4      | 4      | 12    |